# Nadejda Liubímova
Nadejda Liubímova (rus: Надежда Юрьевна Любимова)  (Sant Petersburg, 28 de desembre de 1959) és una remadora russa, ja retirada, que va competir sota bandera de la Unió Soviètica durant la dècada de 1970.
El 1980 va prendre part en els Jocs Olímpics d'Estiu de Moscou, on guanyà la medalla de plata en la competició del quàdruple scull amb timoner del programa de rem. Formà equip amb Antonina Pustovit, Ielena Matiévskaia, Olga Vassíltxenko i Nina Txeremíssina.